# Градаційна шаруватість
Градаційна шаруватість (рос. градационная слоистость, англ. graded bedding, нім. Gradationsschichtung f) – поступова зміна розмірів зерен в шарі осадових гірських порід від крупних внизу до тонких у верхній частині шару.